# Liebmann István
Liebmann István, teljes nevén Liebmann Nándor István (Budapest, Erzsébetváros, 1895. november 8. – Budapest, 1978. május 23.) szülész-nőgyógyász, egyetemi magántanár.

## Élete
Liebmann Ármin (1864–1929) kereskedelmi utazó és Práger Emma (1867–1955) fiaként született zsidó családban. Testvére Liebmann Erzsébet (1897–1949), férjezett dr. Erdélyi Sándorné.
Középiskolai tanulmányait 1905 és 1913 között a Budapesti Evangélikus Főgimnáziumban végezte. Ezt követően felvételt nyert a Budapesti Tudományegyetem Orvostudományi Karára. Az első világháború idején harctéri szolgálatot teljesített. 1919. február 20-tól a Tóth István vezetése alatt álló II. sz. Szülészeti és Nőgyógyászati Klinika gyakornoka, 1923. szeptember 1-től díjtalan tanársegéde volt (1946-ig). Önállóan vezette a klinika valamennyi osztályát. Az 1930-as évek elején jogosulttá vált a szülész- és nőgyógyász szakorvosi cím használatára. 1935-ben kérvényezte, hogy a terhesség physiologiája és pathologiája című tárgykörből magántanárrá habilitálják, de kérését az Orvostudományi Kar 13:7 arányban elutasította. Ugyanebben az évben kinevezték a budai Városmajor utcai Bíró Dániel Kórház nőgyógyász főorvosává. 1946 májusában a budapesti Pázmány Péter Tudományegyetem Orvostudományi Karán magántanárrá képesítették a Szülészeti propedeutica című tárgykörből. Nyugalomba vonulása után a MIOK Szeretetkórház Nőgyógyászati Osztályának főorvosaként dolgozott.
Gyakran vett részt a Deutsche Gesellschaft für Gynäkologie gyűlésein.
A Kozma utcai izraelita temetőben nyugszik szüleivel közös sírban.

### Magánélete
1934. augusztus 14-én Budapesten házasságot kötött Harsányi Erzsébettel (1898–1984), dr. Balla Henrik ügyvéd és Fisbein Etelka lányával.
Tagja volt a Budapesti Izraelita Hitközség elöljáróságának, illetve alelnöke (1972–1978) a Hegedűs Gyula utcai körzetnek.
Anyanyelvén kívül beszélt és írt németül, franciául és angolul.

## Érdekesség
A Makai család bizalmasa volt, gyakran vendégeskedett a Lovag utcai lakásukban. József Jolánt kezelte, s szerelem is fűzte hozzá. Otthonukban kötött barátságot a fiatal költővel, József Attilával, akiről így emlékezett meg abból az időből:
rendkívül intelligens, súlyosan depresszív, ugyanakkor melankóliára hajló valaki, aki kénytelen saját erejében bízni, mert másoktól s éppen a családtól kevés támaszt kap...

## Művei
- A máj működésének vizsgálata a terhességben, egyúttal adalék a terhességi cukorvizelés eredetéhez. Hetényi Gézával. (Magyar Orvosi Archivum, 1922, 23.)
- Adatok az icterus neonatorum tanához. Cserna Istvánnal. (Orvosi Hetilap, 1923, 42.)
- Vizsgálatok a terhes szervezet mészszabályozásáról. Hetényi Gézával. (Magyar Orvosi Archivum, 1925, 26.)
- Görcsnélküli eklampsia. (Orvosi Hetilap, 1925, 31.)
- Császármetszés eklampsia miatt. (Orvosi Hetilap, 1926, 17.)
- A vegetatív idegrendszer állapotának vizsgálata a terhességben. Sümegi Istvánnal. (Magyar Orvosi Archivum, 1926, 27.)
- Vizsgálatok az eklampsiasok vérének calciumion concentratiójáról. Bodó Richárddal. (Magyar Orvosi Archivum, 1926, 27.)
- A nem specifikus „ingerlő gyógymód“ alkalmazása a nőgyógyításban. (Orvosi Hetilap, 1927, 32.)
- Az emlők elválasztásáról és annak diagnostikus jelentőségéről a nőgyógyászatban. (Orvosi Hetilap, 1927, 47–48.)
- Chondrodystrophia foetalis. (Orvosi Hetilap, 1928, 43.)
- Ritkábban előforduló szülési akadályról. (Gyógyászat, 1929, 30.)
- 13 éves gyermekek szülése. (Gyógyászat, 1929, 31.)
- Hasmetszéses műtétek befolyása egyidejűleg fennálló terhességre. (Orvosi Hetilap, 1929, 45.)
- Néhány érdekesebb fejlődési rendellenesség. (Gyógyászat, 1929, 50.)
- Valódi köldökzsinórcsomóval szövődött szülések lefolyásáról. (Gyógyászat, 1929, 51.)
- Terhesség és diabates. Purjesz Bélával. (Orvosképzés, 1929, 3.)
- Az asphyxiáról és az asphyxiában születettmagzatok további sorsáról. (Orvosi Hetilap, 1929, 15.)
- A szénhydrátanyagcsere rendellenességei a terhességben. (Orvosképzés, 1931, 3.)
- Az újszülöttek elhalálozásának okairól. (Orvosképzés, 1932, 6.)
- A szülés ritkábban előforduló mechanikus akadályai. (Orvosképzés, 1934, 1.)
- Fertőző megbetegedések a gyermekágyban. (Orvosképzés, 1934, 4.)
- Eklampsiás szülőasszonyok gyermekeinek életkilátásairól és további sorsáról. (Orvosi Hetilap, 1934, 24.)
- A gonorrhoeás fertőzés megnyilvánulása terhességben, szülés alatt és gyermekágyban. (Orvosképzés, 1935, 7.)
- A 2000 gr-os és ennél kisebb súllyal született magzatok további sorsáról. (Orvosi Hetilap, 1935, 27.)
- Az újszülöttvédelem lehetőségei. (Orvosok Lapja, 1946, 19.)
- Lipoma retroperitoneale. (Magyar Nőorvosok Lapja, 1947, 12.)
- Élvezeti és ipari mérgek hatása a női nemzőszervek működésére és a terhességre. (Orvosok Lapja, 1947, 36.)
- A terhesség kiváltotta élettani és kórtani elváltozások az anyai szervezetben. (Magyar Nőorvosok Lapja, 1948, 3–7.)
- Sexuális hormonok, oestrogen anyagok és vitaminok a nőorvoslásban. Budapest, 1949
- Milyen anyagok mennek át a placentán? (Orvosi Hetilap, 1950, 1.)
- Utero-placentaris apoplexia. (Orvosi Hetilap, 1950, 33.)
- Visszatartott vetélés. (Orvosi Hetilap, 1954, 33.)